# Parvulastra dyscrita
Parvulastra dyscrita är en sjöstjärneart som först beskrevs av Hubert Lyman Clark 1923.  Parvulastra dyscrita ingår i släktet Parvulastra och familjen Asterinidae. Inga underarter finns listade i Catalogue of Life.